# 항저우 시티 브레인 프로젝트
항저우 시티 브레인 프로젝트는 2017년 중국 최대의 전자 상거래 기업인 알리바바 그룹과 항저우 시정부의 협력으로 진행된 스마트 시티 개발 프로젝트이다. 

알리바바 로고

 도시 빅데이터를 실시간으로 수집하고 분석해 공공자원을 효율적으로 조달하고 대시민 서비스를 제공하는 것을 목적으로 하고 있다.

## 버전과 주요 기능

### 1.0버전
교통 체증 해결을 중점에 두고, 신호등 및 CCTV를 통해 교통량을 모니터링하고 신호를 조절하는 시스템을 구축했다.
- 주요 기능

1. 실시간 데이터 수집: 항저우 시내에 설치된 128개의 CCTV 카메라를 통해 교통량과 차량 이동 방향을 실시간으로 인식한다.
2. 신호등 조절: AI 시스템이 수집된 데이터를 바탕으로 신호등의 시간을 조절하여 교통 흐름을 원활하게 한다.
3. 효율성 향상: 이 시스템 도입 후, 시범 지역의 통행 시간이 평균 15.3% 감소하였고, 구급차의 현장 도착 시간도 14분에서 7분으로 단축되었다.

### 2.0 버전
2019년도에 발표되었으며, 고통 문제를 넘어 공공 서비스 전반으로 범위를 확장했다.
- 주요 기능

1. 치안 관리: 시티 브레인 2.0은 도시 치안 관리 기능을 추가하여, 일 평균3만 건의 사건을 실시간으로 모니터링한다. 사건 발생 후 신고 접수까지의 시간이 약 10분으로 단축되었다.
2. 의료 서비스 개선: 시민의 신용도를 기반으로 한 선진료 후수납 서비스가 도입되어, 실시간 환자 대기 시간을 줄이고 있다. 이 시스템은 2018년부터 시행된 도시 신용 점수를 활용한다.[3]